# Prinasura structa
Prinasura structa är en fjärilsart som beskrevs av Walker 1854. Prinasura structa ingår i släktet Prinasura och familjen björnspinnare. Inga underarter finns listade i Catalogue of Life.